# 蘭丁 (新澤西州)
蘭丁（英語：Landing）是位於美國新澤西州摩里斯縣的普查規定居民點。

## 人口
根據2020年美國人口普查的數據，蘭丁的面積為6.42平方千米，當中陸地面積為5.93平方千米，而水域面積為0.49平方千米。當地共有人口4296人，而人口密度為每平方千米669.16人。